# Televizijska serija
Televizijska serija označava niz filmskih djela stvorenih ili prilagođenih za prikazivanje na televizji.
Televizijska serija sastoji se od sezona od kojih svaka ima određen broj epizoda, odnosno nastavaka, koje imaju ujednačeno trajanje. Serije se obično prikazuju na televiziji u isto vrijeme u određenim danima tjedna. Osim na televiziji, epizode televizijskih serija mogu biti objavljene i na medijima poput kazeta i DVD-ova, a u današnje vrijeme brojne su serije dostupne i na raznim uslugama videa na zahtjev, odnosno na internetskim streaming servisima, na kojima gledatelji, za razliku od televizije, serije mogu gledati u bilo koje vrijeme. 

## Format i žanrovi
Glavna karakteristika televizijske serije je tema ili radnja koja povezuje sve njene epizode. Serije se mogu baviti raznim društvenim, kulturalnim, povijesnim ili znanstvenim temama ili jednostavno raznim temama i problemima svakodnevnog života poput posla i karijere ili međuljudskih odnosa (ljubavi, prijateljstva ili sukoba) i slično.

### Igrane serije
Vidi još: Dramska serija i Humoristična serija
Igrane serije, odnosno fiktivne serije, prikazuju izmišljenu radnju i događaje. Glavna karakteristika takvih serija je glumačka postava glumaca koji kroz tijek serije tumače uloge određenih likova. Glumci mogu tumačiti ulogu glavnih likova, odnosno likova koji se pojavljuju kroz svaki ili gotovo svaki nastavak serije, a njihova je priča u središtu radnje serije. Igrane se serije žanrovski razlikuju s obzirom na radnju i tematiku:
- Dramske serije: serije u čijem je središtu konflikt između likova. Takve serije na ozbiljan način prikazuju razne životne probleme s kojima se likovi susreću. Neki od podžanrova dramske serije su 
  - romantična drama (u središtu radnje su ljubavni odnosi likova),[1]
  - obiteljska drama (likovi članovi obitelji čije se priče i problemi međusobno isprepliću),[2]
  - ratna drama (likovi preživljuju rat),[1]
  - politička drama,[1]
  - legalna ili kriminalistička drama (likovi su obično policijski službenici, suci, forenzičari i sl. koji razotkrivaju zločine ili se bave sudskim slučajevima),[1]
  - povijesna drama (temeljena na stvarnim ili izmišljenim povijesnim događajima),[1]
  - psihološka drama (u fokusu je psihičko stanje likova)
  - tinejdžerska drama ili drame za mlade (likovi su mladi ljudi koji se susreću s tipičnim problemima odrastanja)
- Humoristične serije: serije koje se bave sličnim temama kao i dramske serije, no događaje i likove prikazuju na humorističan način, a glavni im je cilj zabaviti i nasmijati gledatelje. Likovi humorističnih serija stoga se često nalaze u neobičnim i nesvakidašnjim situacijama. Popularni podžanr humoristične serije je i komedija situacije (eng. sitcom) koji prati likove u zajedničkom okolišu, poput doma, posla i sl.
- Animirane serije: serije koje koriste animaciju kako bi prikazale određene radnje i događaje. U takvim serijama sudjeluju glumci koji posuđuju svoj glas likovima. Animirane serije također mogu biti dramske li humoristične, a najčešće su namijenjene djeci.

Među posebnim vrstama dramskih serija postoje i sapunice u kojima ne postoji klasičan rasplet događaja, već se radnja konstantno razvija kako bi se omogućilo što duže trajanje serije; takve se serije često prikazuju svakodnevno i obično broje stotine ili tisuće nastavaka. Popularne su i telenovele koje su specijalizirane forma sapunice koja potječu iz Latinske Amerike. 

### Televizijske emisije
Vidi još: Razgovorna emisija i Reality show
Za razliku od fiktivnih serija, ne-fiktivne serije predstavljaju sav televizijski sadržaj koji se prikazuje u nastavcima, u kojem sudionici ne glume, odnosno ne tumače određenu ulogu lika. Takve serije često imaju voditelja ili naratora koji gledatelje vodi kroz temu serije. To mogu biti:
- Informativne emisije: emisije koje informiraju gledatelje o stvarnim događajima; npr. na raznim televizijskim kanalima svakodnevno se prikazuju vijesti[2]
- Dokumentarne emisije: prikazuje određenu zbilju, npr. dokumentarne emisije o životinjama ili putopisne dokumentarne emisije koje prikazuju znamenitosti određenih gradova ili država
- Obrazovne emisije: emisije kojima je u cilju educirati gledatelje o određenoj temi
- Razgovorne emisije: ili talk-show, emisija u kojoj voditelj vodi razgovor s raznim istaknutim osobama
- Reality emisije: sudionici emisije su stavljeni u određenu situaciju ili pred određen izazov

## Produkcija
Televizijske serije proizvode razne produkcijske tvrtke koje se bave proizvodnjom televizijskog sadržaja. Produkcijske kuće prodaju svoje televizijske serije televizijskim mrežama koje su zainteresirane za prikazivanje istih, a televizijske mreže najčešće i same sudjeluju u proizvodnji serije. Svaka serija ima svog kreatora koji osmisli ideju, radnju i likove serije te scenariste koji pišu radnju i dijalog za pojedine epizode. Ključnu ulogu u proizvodnji serija igra i televizijski producent  ,osoba koja nadzire jedan ili više aspekata produkcije serije. Produkcijske kuće zapošljavaju i redatelje koji nadziranju i vode proces snimanja te castig direktore, osobe zadužene za odabir glumaca koji će tumačiti uloge u televizijskoj seriji.
Prva epizoda neke televizijske serije naziva se pilot epizoda, koja se izrađuje kao proba kako bi se testiralo može li se ideja serije realizirati. Pilot epizoda ponekad se prikazuje na televiziji kako bi se na temelju reakcije publike zaključilo hoće li serija uspjeti, odnosno privući pažnju gledatelja i postići dobru gledanost.

### Lokacije
Televizijske serije najčešće se snimaju na televizijskim setovima, odnosno u studijima, često posebno izgrađenim za snimanje određene serije. Serije mogu biti snimane i na raznim vanjskim lokacijama. Mjesto radnje često je važna komponenta televizijske serije, pa tako postoje serije koje prikazuju život u manjim sredinama (kao hrvatske serije Najbolje godine (2009.–2011.) i Kumovi (2022.–2024.) ili pak one koje prikazuju urbana područja; primjerice američke serije Prijatelji (1994.–2004.), Seks i grad (1998.–2004.) i Kako sam upoznao vašu majku (2005.–2014.) koje su poznate po tome što se njihova radnja odvija u New Yorku.

## Povijest televizijskih serija

### U Hrvatskoj
Kuda idu divlje svinje snimljena 1971. godine prva je hrvatska igrana serija. Pisana, snimljena i montirana je isključivo za televiziju. Bila je dio dramskog programa TVZ-a.

## Kulturalni i društveni utjecaj
Televizijske serije i filmovi koji su postali jedan od najefikasnijih medijskih alata imaju prilično odlučujuću moć u percepcijama, mišljenjima, reakcijama i ponašanju. Učinak filmova i TV serija na oglašavanje destinacije može se prikazati kao informiranje, pružanje perspektive gledatelju, stvaranje slike i usmjeravanje slike. Mjesta na kojima se film nalazi ili mjesta o kojima se govori u filmu odvijaju se u mislima gledalaca na odgovarajući način. U skladu s tim, odredište može steći imidž i postati brand predstavljanjem u filmu ili lociranjem u filmu. U tom smislu, ovaj dio je važan u smislu analize uloge TV serija i filmova u promociji zemlje i izgradnji imidža destinacije, naglašavajući da tu snagu treba koristiti za stvaranje slike o regiji u kojoj se nalazi ili govori u film ili da efikasno promijene trenutnu sliku u svijesti pojedinaca prema destinacijama.